# Robert Stroud
Robert Franklin Stroud (født 28. januar 1890, død 21. november 1963), kendt som Birdman of Alcatraz (Fuglemanden fra Alcatraz), var indsat på Alcatraz, som fandt trøst i sin isolation ved at avle og sælge fugle. Til trods for kælenavnet havde han aldrig fugle i Alcatraz – han kørte sin forretning, til han blev forflyttet til Alcatraz fra Leavenworth.

## Hans tidlige liv
Stroud blev født i Seattle, Washington den 28. januar 1890. Hans forældre hed Ben og Elizabeth Stroud. Han var parrets første barn. Elizabeth havde dog to døtre hendes tidligere ægteskab. Stroud gik hjemmefra i en ung alder og i 1908 boede han i forstadsbyen Cordove, Alaska, hvor den 18-årige Stroud mødte den 36-årige Kitty O’Brien, en danselærerinde og prostitueret. I november flyttede de til Juneau.

## Anholdelse, retsforfølgelse og fængsling
18. januar 1909 havde en af parrets bekendte – en mand ved navn, F.K. “Charlie” Von Dahmer – ifølge Stroud voldtaget og gennemtævet Kitty, mens Stroud var på arbejde. På vej hjem konfronterede han Charlie, og i kampen døde Charlie fra et pistolskud. Politirapporter fra dengang viser, at Kitty var blevet ved med prostitutionen efter at være kommet til Juneau, med Stroud som hendes alfons. Videre fortæller rapporten, at Von Dahmer havde afvist at betale for en session med Kitty, og derfor havde Stroud kommet for at få betaling. Rapporten fastslog, at Stroud havde slået Von Dahmer bevidstløs og derefter skudt ham på klos hold.
Stroud blev senere arresteret med Von Dahmers tegnebog i sin besiddelse. Selvom Strouds mor Elizabeth anskaffede sig en advokat til sin søn, blev han den 23. august fængslet i 12 år for manddrab i de føderale fængsel på McNeil Island. (Strouds forbrydelse blev håndteret af det føderale system, da Alaska ikke var en stat med egen retsforfølgelse.)

### Fængselslivet
På McNeil Island havde Stroud angrebet en hospitalsansat, der havde rapporteret om ham til administrationen, fordi han skulle have prøvet at komme i besiddelse af narkotika (morfin) igennem trusler på livet, og Stroud havde også stukket en indsat i fængslet ned, som var involveret i indsmugling af narkotika til fængslet.
Den 5. september blev Stroud idømt 6 måneders ekstrastraf for angrebene og forflyttet til Leavenworthfængslet i Kansas.
I Leavenworth fik Stroud en reprimande for en mindre overtrædelse af reglerne i cafeteriet. Selvom overtrædelsen ikke var særlig alvorlig, kunne den have forhindret ham i at se sin yngre bror, som han ikke havde set i otte år. Derfor stak Stroud fængselsbetjenten, Andrew Turner, ihjel den 26. marts, og blev dømt til dødsstraf ved hængning den 27. maj og skulle vente på sin dødsstraf i isolation. Dommen blev senere gjort ugyldig. I en senere retssag fik han igen dødsstraf. Denne straf blev også gjort ugyldig, efter at sagen var kommet i USA's højesteret, som havde ønsket en ny retssag, sat til maj 1918. Den 28. juni blev Stroud igen dømt til døden ved hængning. Højesteret blandede sig, men kun for at udsætte dødsstraffen, som var fastlagt at skulle gennemføres den 23. april 1920.
På dette tidspunkt appellerede Strouds mor til præsident Wilson og hans kone Edith Bolling Wilson, som stoppede henrettelsen. Strouds straf blev igen ændret til at være livstid. Leavenworths fængselsinspektør, T.W. Morgan, godkendte ikke præsidentens afgørelse, da Stroud op til det punkt havde været en voldelig indsat, der havde brudt fængselsreglerne og truet både fængselsbetjente og andre indsatte, og befalede Stroud at blive holdt i isolation igennem resten af hans tid i fængslet.

## Birdman (Fuglemand)
I Leavenworthfængslet havde Stroud fundet tre tilskadekomne spurve i fængselsgården og tog vare om dem. Han begyndte at bruge sin tid på at opdrætte og tage sig af sine fugle, snart skiftede han til kanariefugle som han kunne sælge for forsyninger og hjælpe med at forsørge sin mor. Derefter skiftede Leavenworths administration og fængslet blev nu styret af en ny fængselsinspektør. Imponeret af muligheden for at fremstille Leavenworthfængslet som et progressivt reetablerende fængsel gav den nye inspektør Stroud en masse bure, kemikalier og kontorartikler, så han kunne skrive sine opdagelser ned. Besøgende fik Strouds bure at se, og mange købte hans fugle. Over årene opdrættede han op imod 300 kanariefugle i sin fængselscelle og skrev to bøger Diseases of Canaries og Stroud’s Digest on the Diseases of Birds. Han opdagede mange nye ting og fandt kuren mod hemorrhagic septicemia family of diseases. Han fik støtte, respekt og også nogen sympati fra fugleelskerne.
Strouds aktiviteter begyndte at være problematiske for fængslet. Alle post til og fra indsatte skulle ses igennem og godkendes af fængselspersonalet, og det krævede en fuldtidsansat at behandle al Strouds post. De mange fugle bidrog desuden til dårlig hygiejne i cellen. På baggrund heraf forsøgte fængselsledelsen at lukke Strouds forretning, hvilket dog mødte stor modstand fra befolkningen, da historien havnede i avisen. 50.000 underskrifter blev samlet og sendt til præsidenten. Resultatet blev, at Stroud måtte beholde sin forretning, og han fik en ekstra celle til fuglene, men hans ret til at sende breve blev indskrænket.

## Alcatraz
Stroud blev forflyttet til Alcatraz den 19. december 1942. Det var der, han skrev to manuskripter Bobbye – en selvbiografi – og Looking Outward: A History of the U.S. Prison System from Colonial Times to the Formation of the Bureau of Prisons. 
Dommeren gav Stroud rettigheder til at skrive og beholde sådanne manuskripter, men de måtte ikke blive offentliggjort.
Stroud brugte seks år i isolationscelle og 11 år på hospitalsfløjen. Han havde lov til at benytte fængslets bibliotek og begyndte her at læse jura. Med hans nyfundne kendskab til loven klagede han over den dårlige behandling han fik. I 1959 hvor hans helbred får et dyk, bliver Stroud overført til Medical Center for Federal Prisoners i Springfield, Missouri. Hans anklager om dårlig behandling faldt til jorden. Den 21. november 1963, døde Robert Franklin Stroud på the Springfield Center i en alder af 73 efter 54 år i fængsel, af hvilke 42 år var i isolation. Han havde i de sidste dage af sit liv studeret fransk.
Robert Stroud er begravet Metropolis, Illinois (Massac County).